# Hôtel Hugon de Coubladour
L'hôtel Hugon de Coubladour est un monument situé dans la ville du Puy-en-Velay dans le département de la Haute-Loire.
Les deux tours de l'ancienne enceinte du cloître incorporées dans l'hôtel sont inscrites au titre des monuments historiques par arrêté du 1er mars 1977.